# Museum für Ur- und Frühgeschichte Thüringens
Das Museum für Ur- und Frühgeschichte Thüringens in Weimar vereint ein Museum mit einer 1000 m² großen Ausstellungsfläche und das Thüringische Landesamt für Denkmalpflege und Archäologie unter einem Dach, welches Träger des Museums ist. Der Zugang zum Museum liegt in der Amalienstraße.

## Geschichte
Das als Posecks’sche Haus bekannte Gebäude, benannt nach dem Kammerherrn und Oberforstmeister Friedrich Carl Christian von Poseck wurde 1790/91 von Anton Georg Hauptmann nach dem Entwurf des Hofarchitekten Rudolf Steiner errichtet. Der davor befindliche Park gegenüber dem Historischen Friedhof Weimar war der ehemalige Posecksche Hausgarten. Daher wird dieser Stadtpark auch Poseckscher Garten genannt. So trägt die zwischen dem Poseckschen Garten und dem Historischen Friedhof vorbeiführende Straße auch den Namen Am Poseckschen Garten.
Die Initiative zur Gründung eines Museums ging vom Naturwissenschaftlichen Verein von 1888 aus. Den Grundstock bildete die Sammlung von Bruno Schwabe. Schon kurz nach seiner Gründung erlangte das Museum durch pleistozäne Funde aus dem Ilmtal um Weimar überregionale Bedeutung. Das bald in städtischen Besitz übergegangene Haus vermittelte zunehmend einen Gesamtüberblick über die geologischen, naturgeschichtlichen und historischen Verhältnisse des Großherzogtums Sachsen-Weimar-Eisenach. Das Stadtmuseum Weimar selbst hat in dieser Initiative seine Wurzeln.

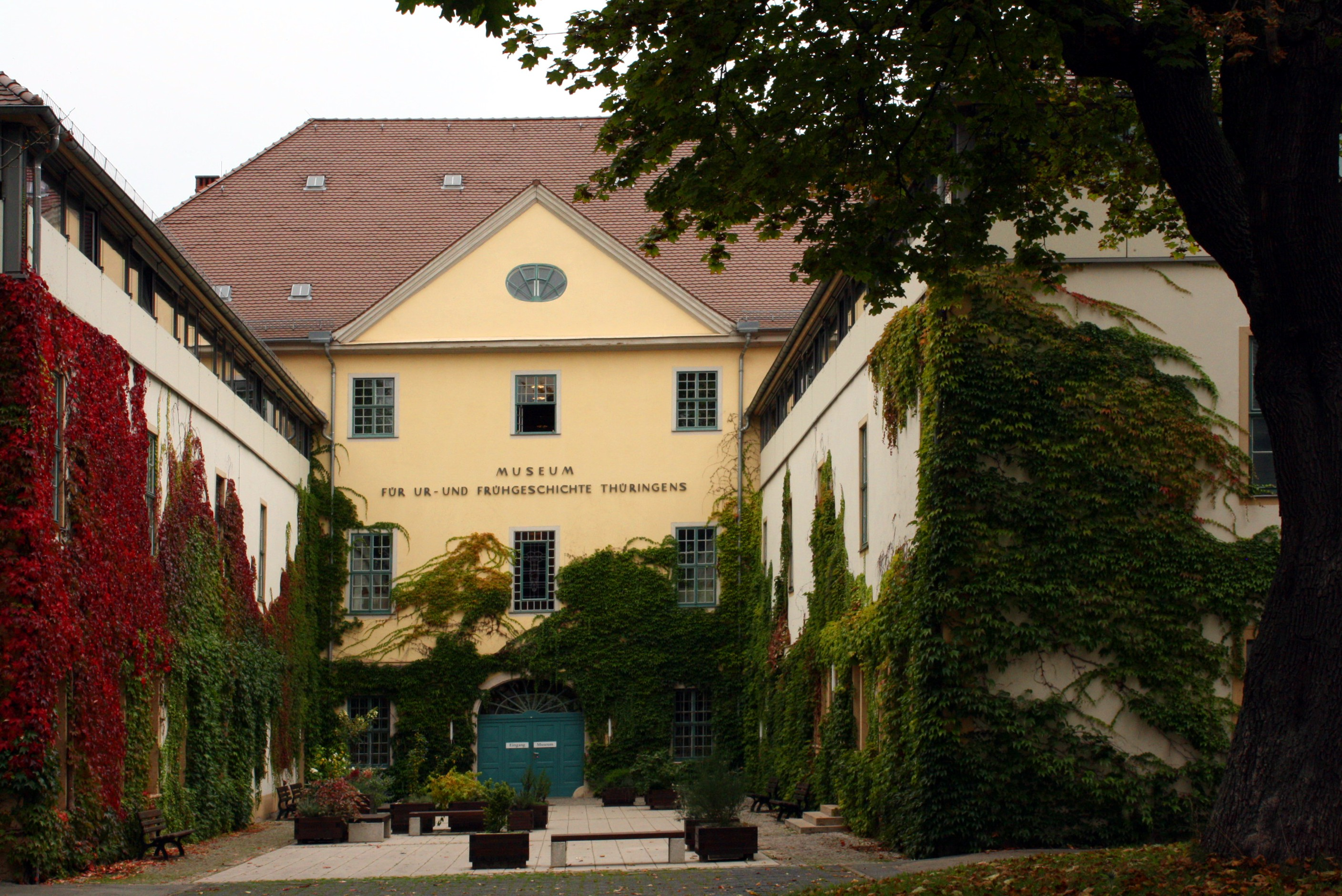
Ostfassade mit Anbauten und Hofbereich zur Amalienstraße (2014)

Dieser nur in geringem Maße archäologische Schwerpunkt verlagerte sich durch bedeutende Funde von Taubach, Weimar-Ehringsdorf und Süßenborn. Durch diese massive Änderung der Gesamtausrichtung eignete sich das Museum nunmehr verstärkt für archäologische und anthropologische Kongresse. So fand 1912 die 43. Versammlung der Deutschen Anthropologischen Gesellschaft, 1925 die Tagung der Paläontologischen Gesellschaft statt.
Unter Leitung von Günter Behm-Blancke wurde das Museum nach dem Zweiten Weltkrieg zu einem Zentrum archäologischer und quartärpaläontologischer Forschung.

## Beschreibung
Präsentiert werden 400.000 Jahre alte Werkzeuge und Jagdreste des Homo erectus aus Bilzingsleben sowie die altsteinzeitlichen Funde aus den Travertinschichten von Weimar-Ehringsdorf. Zahlreiche Originale der wichtigsten Grabungen von der Jungsteinzeit bis ins Mittelalter – darunter einzigartige Funde aus dem germanischen Fürstengrab von Haßleben und aus dem germanischen Opfermoor Niederdorla, Rekonstruktionen und Installationen sind Bestandteile der Exposition. Eine weitere Zäsur stellte die Gründung des Instituts für Quartärpaläontologie unter Leitung von Hans-Dietrich Kahlke dar, das im Jahr 2000 an das Senckenberg Forschungsinstitut angegliedert wurde, so dass sich zahlreiche Artefakte nunmehr dort befinden. Den verbleibenden Kern der im Thüringer Museum befindlichen Sammlungen bildet die anthropologische Sammlung mit den bedeutenden Hominidenresten von Weimar-Ehringsdorf und Bilzingsleben, wo Ausgrabungen seit 1992 stattfanden.
Siehe auch: Donndorf-Museum

## Veröffentlichungen
- Alt-Thüringen. Jahresschrift des Museums für Ur- und Frühgeschichte Thüringens. Böhlau, Weimar seit 1953, ISSN 0065-6585 (Digitalisate).
- Veröffentlichungen des Museums für Ur- und Frühgeschichte Thüringens. Böhlau, Weimar 1958–1974, ISSN 0077-2291 (Digitalisate).
- Urgeschichte und Heimatforschung. Mitteilungsblatt. Weimar 1964–1991, ZDB-ID 2829220-0 (Digitalisate).
- Weimarer Monographien zur Ur- und Frühgeschichte. Weimar seit 1978, ISSN 0232-265X (Digitalisate, 1978–2003).[4]